# جورج بولك
جورج بولك (بالإنجليزية: George Polk)‏ هو صحفي أمريكي، ولد في 17 أكتوبر 1913 في فورت وورث في الولايات المتحدة، وتوفي في 1 مايو 1948 في اليونان.

## وصلات خارجية
- جورج بولك على موقع IMDb (الإنجليزية)